# نیو ساوت ولز
نیو ساوت ویلز یا ویلز جنوبی نو (به انگلیسی: New South Wales) نام یکی از ایالت‌های شرقی استرالیا می‌باشد. مرکز این ایالت شهر سیدنی است که بزرگ‌ترین شهر و شناخته‌شده‌ترین شهر استرالیا است.

## جغرافیا
این ایالت از شمال به کوئینزلند، از جنوب به ایالت ویکتوریا، از غرب به ایالت استرالیای جنوبی و از شرق به اقیانوس آرام محدود است و مساحتی بیش از ۸۰۰ هزار کیلومتر مربع دارد. ساحل نیو ساوت ولز با دریای مرجان و دریای تاسمان مرز مشترک دارد.
بلندترین نقطه آن «کوهستان برفی» است که ۲۲۲۸ متر ارتفاع دارد. این ایالت از معدود نقاط جهان است که روسپیگری در آن قانونی است و روسپیخانه‌های کنترل شده تحت قانون در آن وجود دارند.
این ایالت مساحتی تقریباً برابر با نصف مساحت ایران دارد. (کمی کمتر از نصف)

## جمعیت
ایالت نیو ساوت ولز با ۸٬۰۷۲٬۱۶۳ نفر در سال ۲۰۲۱، پرجمعیت‌ترین ایالت استرالیاست و حدود یک سوم کل جمعیت استرالیا را در خود جای داده‌است.
برخی شهرهای مهم و جمعیت آنها در سال ۲۰۲۱ در زیر لیست شده‌اند:
- سیدنی - ۵٬۲۵۹٬۷۶۴
- پاراماتا - ۲۵۶٬۷۲۹
- پنریث - ۲۱۷٬۶۶۴
- ولونگونگ در ناحیه ایلاوارا - ۲۱۴٬۵۶۴
- گاسفورد در ناحیه سنترال کست - ۱۷۸٬۴۲۷
- نیوکاسل - ۱۶۸٬۸۷۳
- واگا واگا در ناحیه ریورینا - ۸۲٬۳۲۶

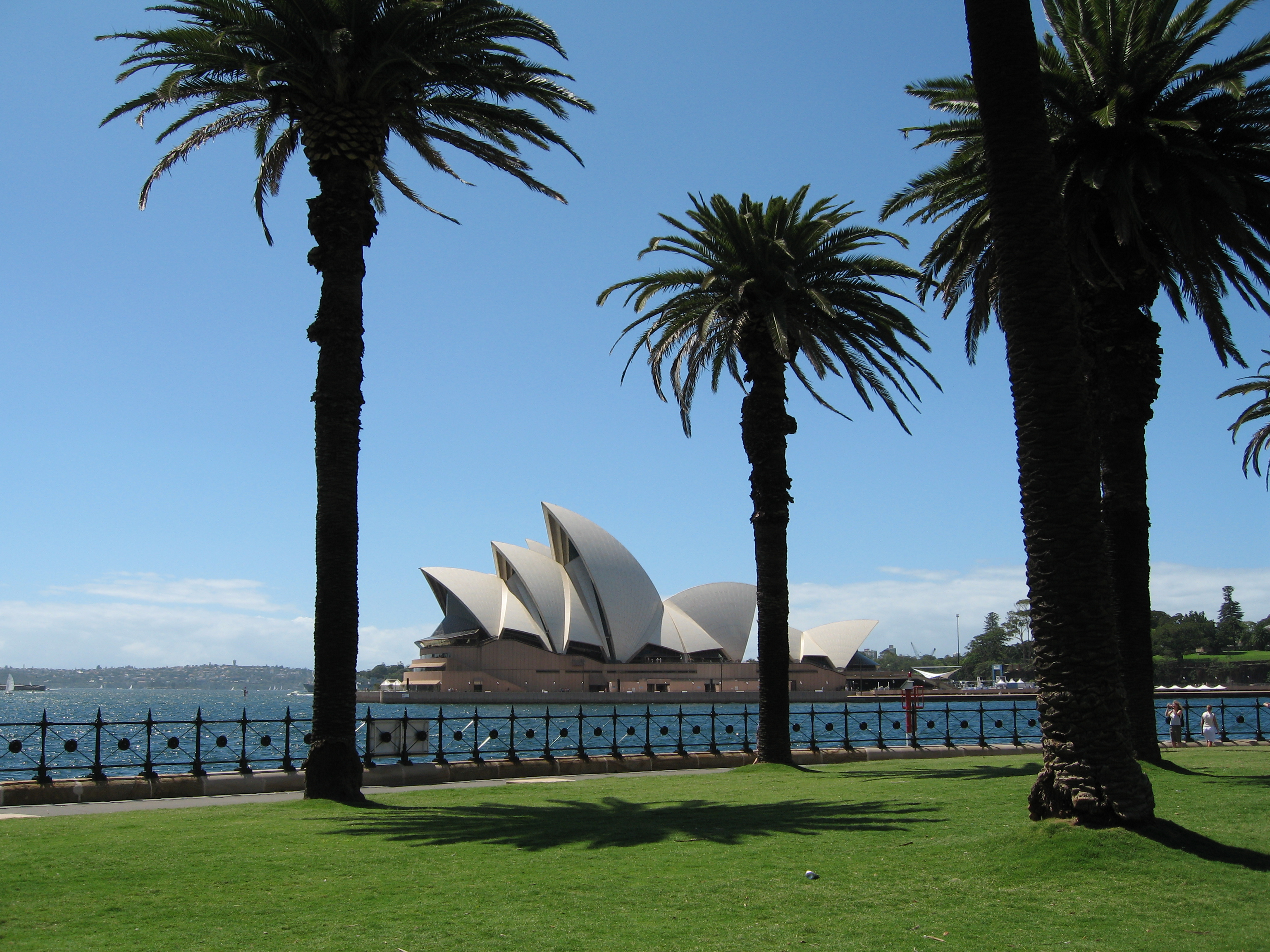
نمایی از خانه اپرای سیدنی

- اورنج - ۴۳٬۵۱۲
- آرمیدال - ۲۳٬۹۶۷

حومه‌ها
- بلک تاون - ۳۹۶٬۷۷۶
- ساترلند - ۱۱٬۵۷۰

## تحصیلات
دانشگاه‌های ایالت نیو ساوت ولز خارج از سیدنی
- دانشگاه نیوکاسل (استرالیا)
- دانشگاه ولونگونگ
- دانشگاه نیو انگلند (استرالیا)
- دانشگاه چارلز استورت
- دانشگاه صلیب جنوبی

## محیط زیست
در فوریه ۲۰۱۷ آتش‌سوزی گسترده‌ای در مناطق روستایی نیو ساوت ولز به صورت ۹۷ مورد پی در پی رخ داد که با وجود اعزام ۲۰۰۰ آتش‌نشان و پس از گذشت یک روز تنها ۳۷ مورد آن اطفا شد. تلاش برای خاموش کردن آتش به صورت مداوم ادامه داشته و مهم‌ترین علت این حادثه و گسترش آن را می‌توان گرمای بالای ۴۵ درجه و وزش باد در این مناطق نام برد.